# Kerinov Grm
Kerinov Grm – wieś w Słowenii, w gminie Krško. W 2018 roku liczyła 234 mieszkańców.